# Campeonato Mundial de Halterofilismo de 1910
Em 1910 foram realizadas duas edições do Campeonato Mundial de Halterofilismo.

## Torneio 1
O 13º Campeonato Mundial de Halterofilismo foi realizado em Düsseldorf, na Alemanha entre 4 a 6 de junho de 1910. Participaram 57 halterofilistas de 5 nacionalidades distribuídas em quatro categorias. 
Medalhistas
| Evento           | Ouro                     | Prata                      | Bronze                     |
| ---------------- | ------------------------ | -------------------------- | -------------------------- |
| Pena (60 kg)     | Emil Kliment · Áustria   | Alfred Anschütz · Alemanha | Franz Schmitz · Alemanha   |
| Leve (70 kg)     | Eugen Ruhland · Alemanha | Karl Swoboda · Áustria     | Josef Schwabl · Áustria    |
| Médio (80 kg)    | Hans Abraham · Alemanha  | Karl Ackermann · Alemanha  | Rudolf Oswald · Áustria    |
| Pesado (+ 80 kg) | Josef Grafl · Áustria    | Heinrich Rondi · Alemanha  | Berthold Tandler · Áustria |

## Torneio 2
O 14º Campeonato Mundial de Halterofilismo foi realizado em Viena, na Áustria entre 9 e 10 de outubro de 1910. Participaram 15 halterofilistas de 2 nacionalidades filiadas à IWF. 
Medalhistas
| Evento           | Ouro                           | Prata                  | Bronze                     |
| ---------------- | ------------------------------ | ---------------------- | -------------------------- |
| Médio (80 kg)    | Leopold Hennermüller · Áustria | Johann Eibel · Áustria | Leopold Bartasek · Áustria |
| Pesado (+ 80 kg) | Josef Grafl · Áustria          | Karl Swoboda · Áustria | Berthold Tandler · Áustria |

## Quadro final de medalhas
| Ordem | País     | Medalha de ouro | Medalha de prata | Medalha de bronze | Total |
| ----- | -------- | --------------- | ---------------- | ----------------- | ----- |
| 1     | Áustria  | 4               | 3                | 5                 | 12    |
| 2     | Alemanha | 2               | 3                | 1                 | 6     |
| Total | Total    | 6               | 6                | 6                 | 18    |